# سائول هالاپ
سائول هالاپ (استونیایی: Saul Hallap؛ ۱۰ دسامبر ۱۸۹۷ – ۱۸ ژوئیه ۱۹۴۱) وزنه‌بردار اهل استونی بود.
وی در مسابقات بین‌المللی در مجموع برندهٔ ۱ مدال طلا شده‌است.